# أكمية مرتنسية
أكمية مرتنسية (الاسم العلمي: Aechmea mertensii) هو نوع نباتي يتبع جنس الأكمية من فصيلة البروميلية.